# ブリャンスク自動車工場
座標: 北緯53度19分14秒 東経34度15分18秒 / 北緯53.32056度 東経34.25500度
ブリャンスク自動車工場（略称:БАЗ バス ロシア語:Брянский автомобильный завод ラテン文字転写:Bryansky Avtomobilny Zavod 英:Bryansk Automobile Plant 略称:BAZ バズ、バァズ）はロシア、ブリャンスク州ブリャンスクに本拠を置く軍用車両と貨物自動車の開発と製造を行う企業。
1958年、ジルの子会社として設立された。ロシアを代表する軍需産業メーカーの一社である。14トンから40トンの積載能力を持つ民間向け不整地用トラクターとシャーシの製造も行う。2015年、防衛産業の国有企業であるアルマズ・アンティ（Almaz-Antey）のグループ企業となる。

## 歴史
ブリャンスク自動車工場は、ZIL-152V1、ZIL-152K、ZIL-152S型兵員輸送用トラックや、ZiL-485A水陸両用車、ZIL-135輸送起立発射機などジルの軍用車両を大量生産する目的で、ベジツキー（Бежицкого Bezhitsky）製鉄所を基礎とした自動車製造を1958年6月4日に設立している。またこの設立は1958年4月17日付のソビエト連邦閣僚会議令第442「自動車産業のさらなる発展のための方策について（О мерах по дальнейшему развитию автомобильной промышленности）」およびブリャンスク地域経済の国民経済評議会の決議に従い、ベジツキー製鉄所から独立した自動車製造企業として設立されている。そこでトラクターの製造が開始されている。
1959年8月、ジルから部品供給を受け、装甲兵員輸送車であるBTR-152とZiL-485A水陸両用車の組立が開始される。

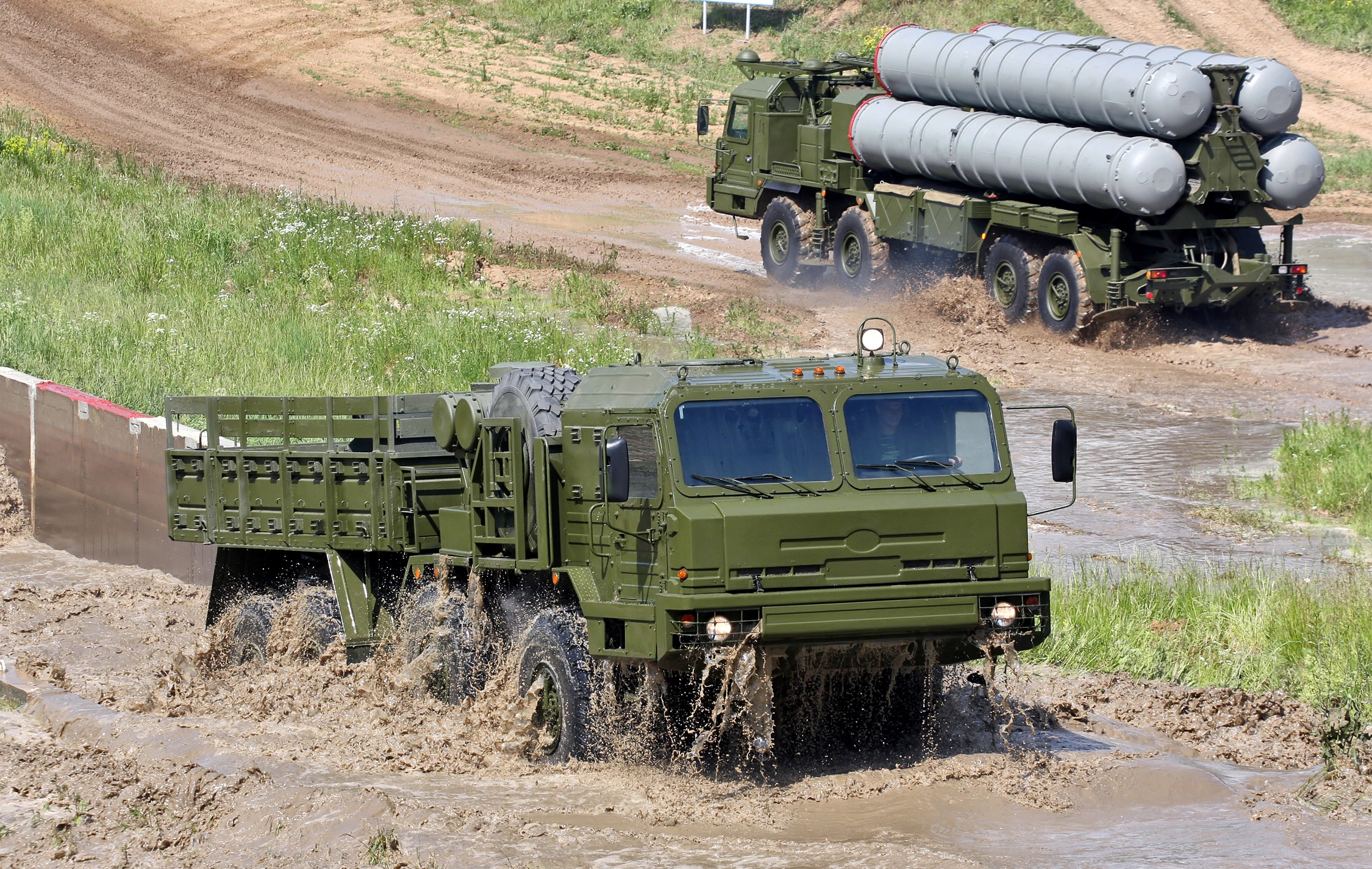
BAZ-69092-021トラクター（トラック）冠水路から出てきた手前が物資輸送型、後方がミサイル搬送型となる

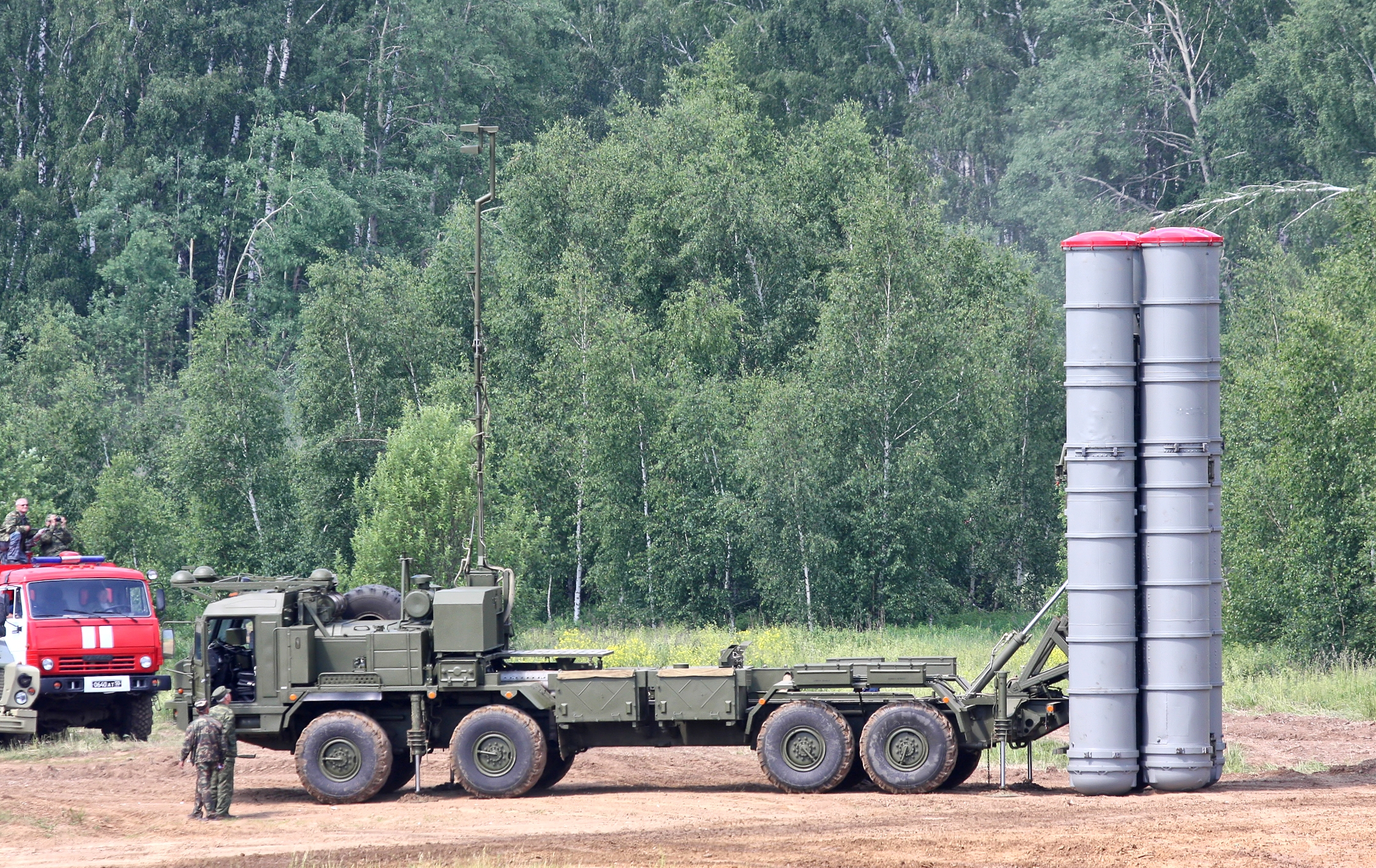
S-400発射体制

1961年、独自設計となるルーナミサイル用の輸送起立発射トラック、BAZ-930を開発。1962年にはレダットミサイル（Redut）用の輸送起立発射トラック、ZIL-135トラックの製造を開始。1963年にはルーナミサイル用のZIL-135LMトラックの製造を開始しており、この3種類はジルで開発が行われている。また、ブリャンスク自動車工場は1990年代半ばまでZIL-135LMPトラックの製造を行っている。このほかZIL-135K無人航空機用輸送起立発射トラックを開発し、1961年11月7日の赤の広場で行われた戦勝記念日記念パレードで初披露が行われておりNATOの軍事関係者を驚かせている。
1966年、9K33フローティング防空ミサイルトラック、BAZ-5937/BAZ-5939の製造を開始。
1971年から国防省の要請によりBAZ-5937/BAZ-5939を基礎としたフローティング式8×8の大型トラック6944、6950、5947などの製造が行われる。
1993年からMAZ-537やMAZ-543の後継となるS-400ミサイルを牽引する砲兵トラクターBAZ-6402、長距離ミサイル用大型トラクターBAZ-6909の製造が行われている。

## 製品

### 軍事用
- BTR-152V1（1958-1962）
- ZIL-485A（1958-1962）
- BAZ-930
- ZIL-135LM（1964-1994）
- BAZ-135MB（1965-1996）
- 6輪式水陸両用車 BAZ-5937（1969-1990）BAZ-5921（1971-1990）
- "ベース" / "ワックス"（基礎車両）
  - 水陸両用 BAZ-6944（1979-1989）非水陸両用 BAZ-6948（1986-1989）
  - BAZ-6950/69501/69502/69506（1976-1999）
- BAZ-6953
- BAZ-9А331M

### 民間用[4]
- BAZ-690902
- BAZ-69099
- BAZ-69096
- BAZ-69095
- BAZ-69098 - クレーン専用シャーシ

## 画像

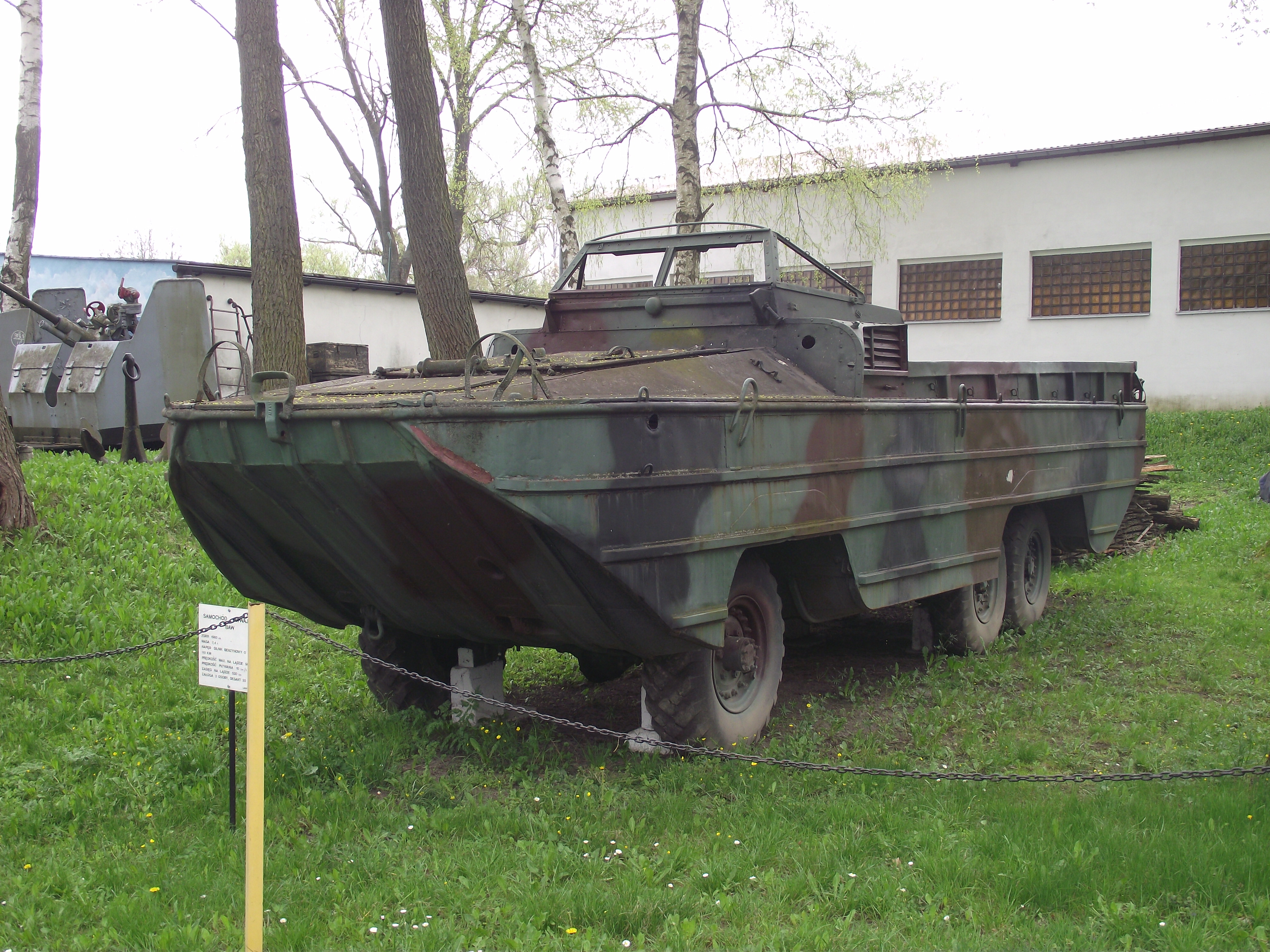
BAV 485水陸両用車
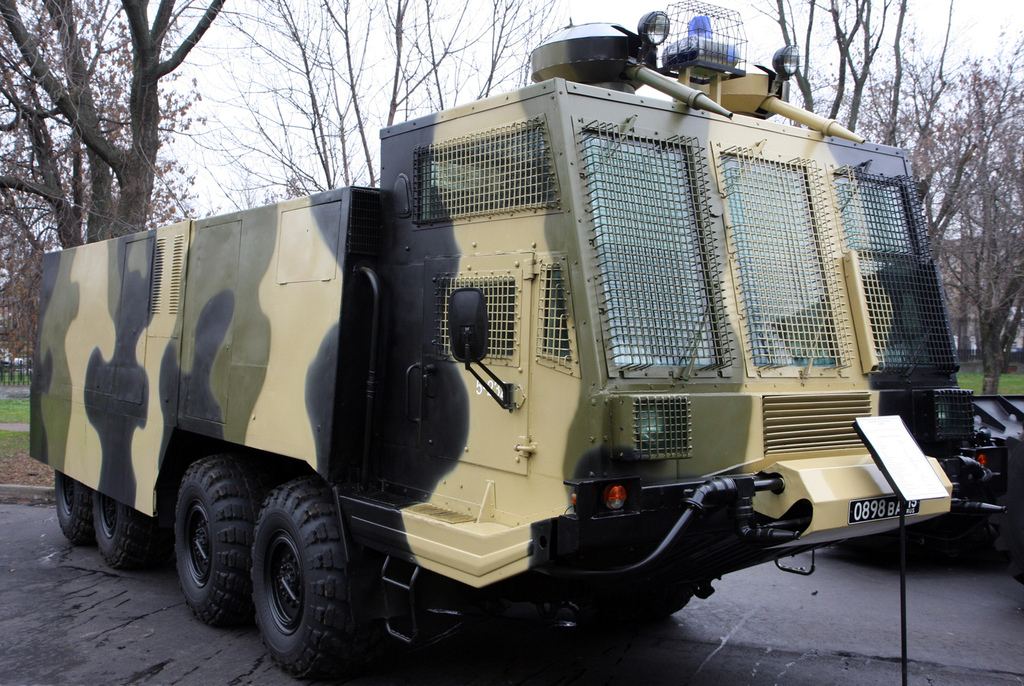
暴動鎮圧用放水車
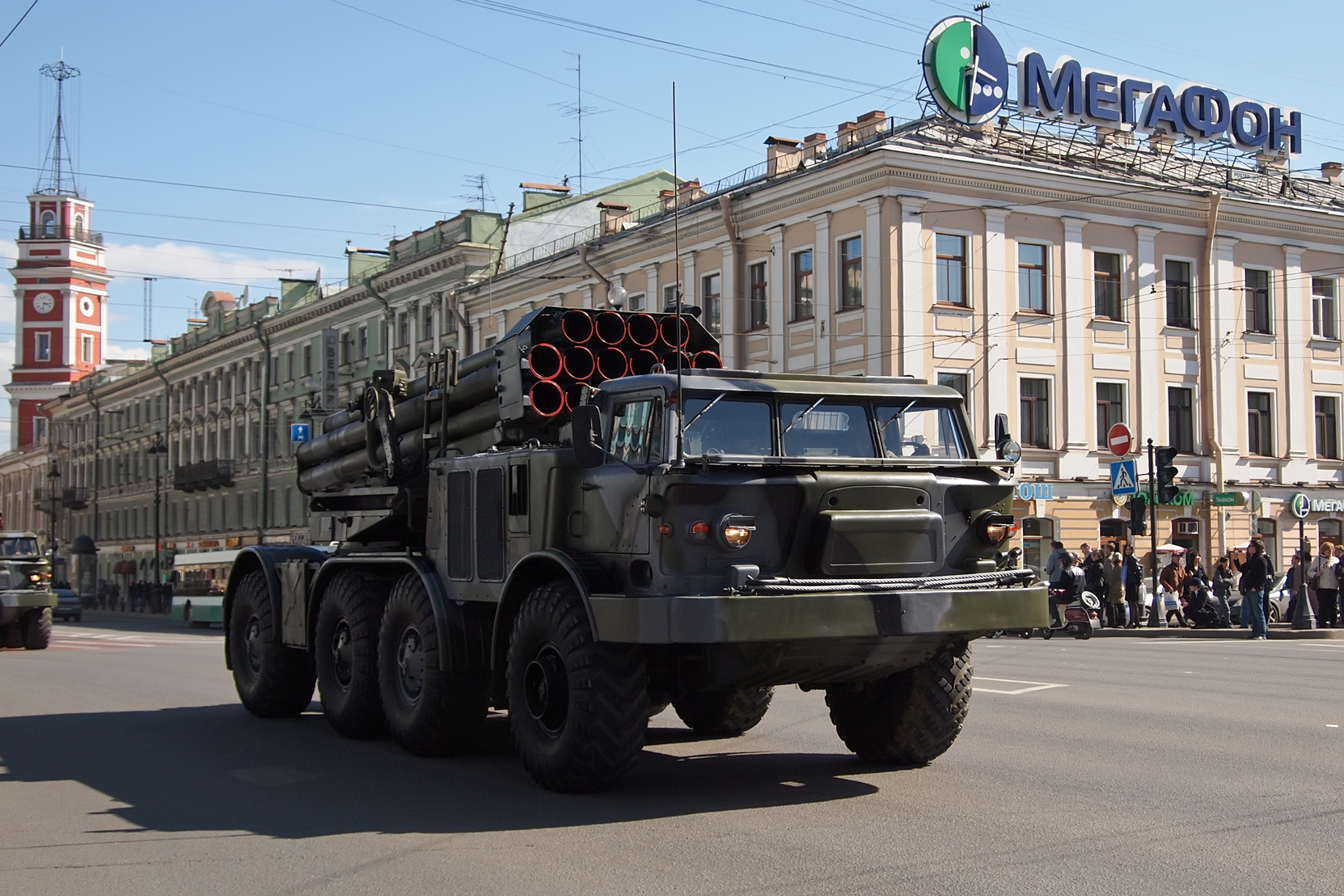
BM-27 ウラガンを搭載したジル（ブリャンスク組立）ZIK-135LPM
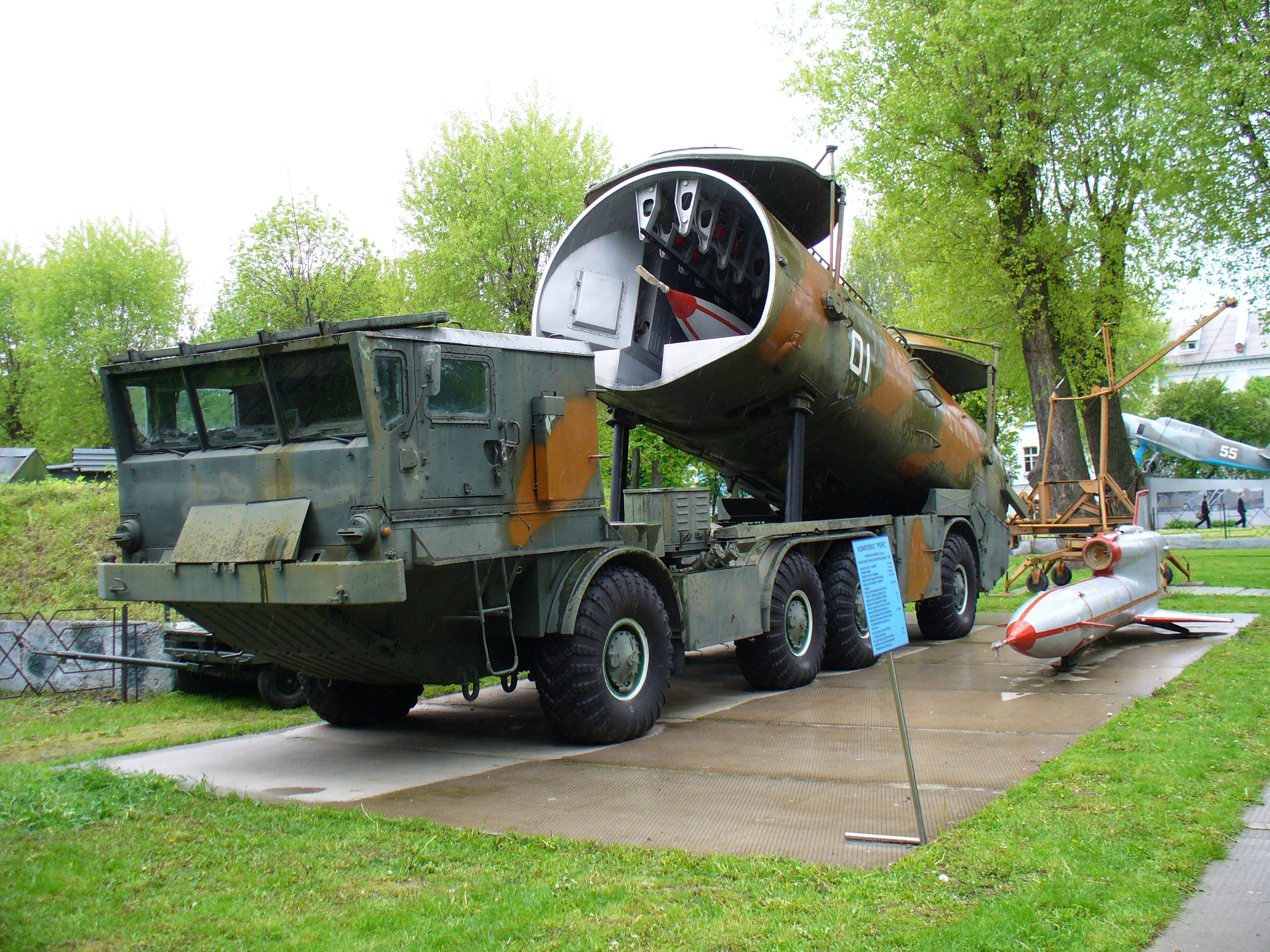
無人航空機（UAV）ツポレフ Tu-143発射筒を備えたBAZ-135MB
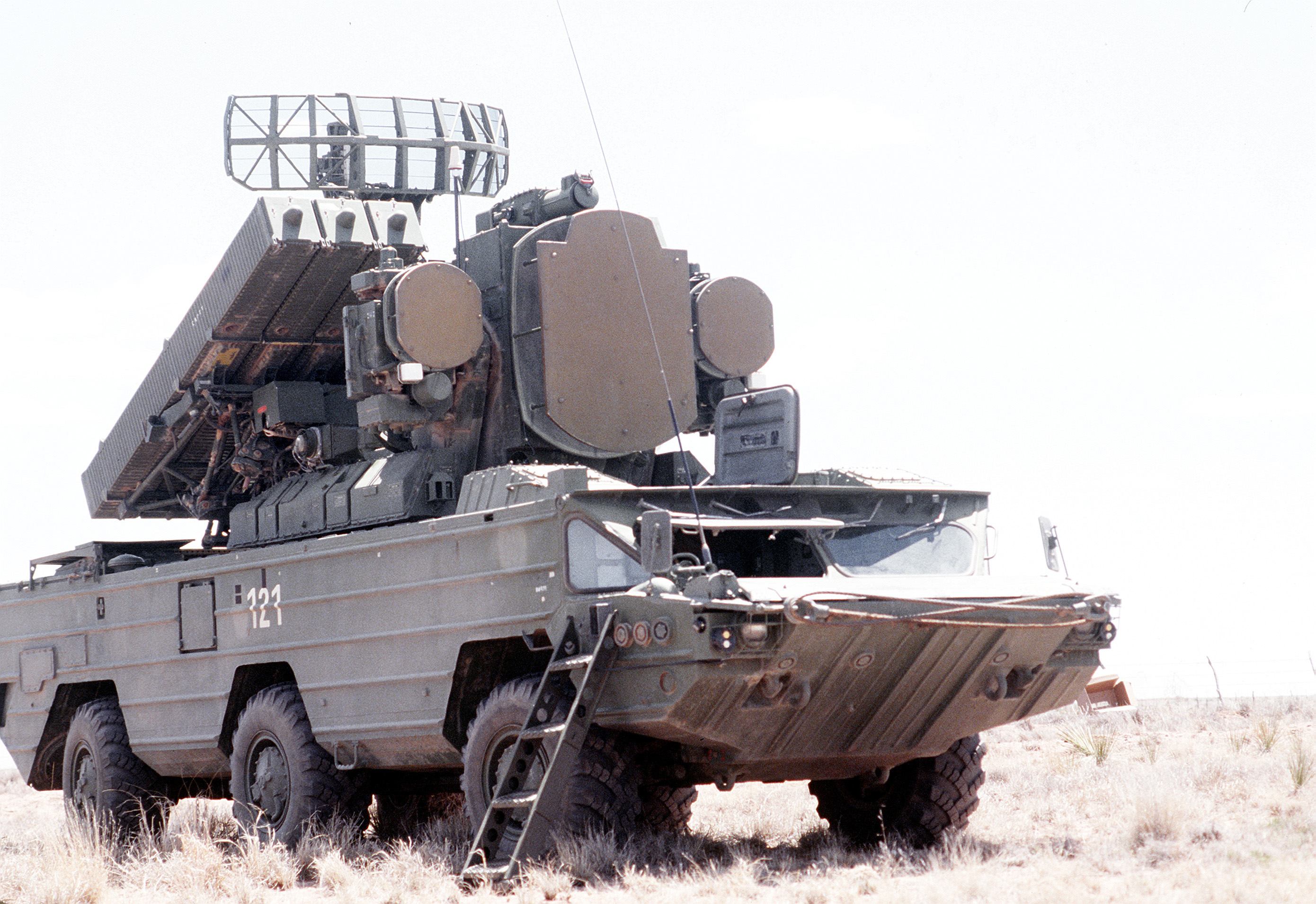
9K33ミサイルを搭載したBAZ-5937フローティングシャーシ
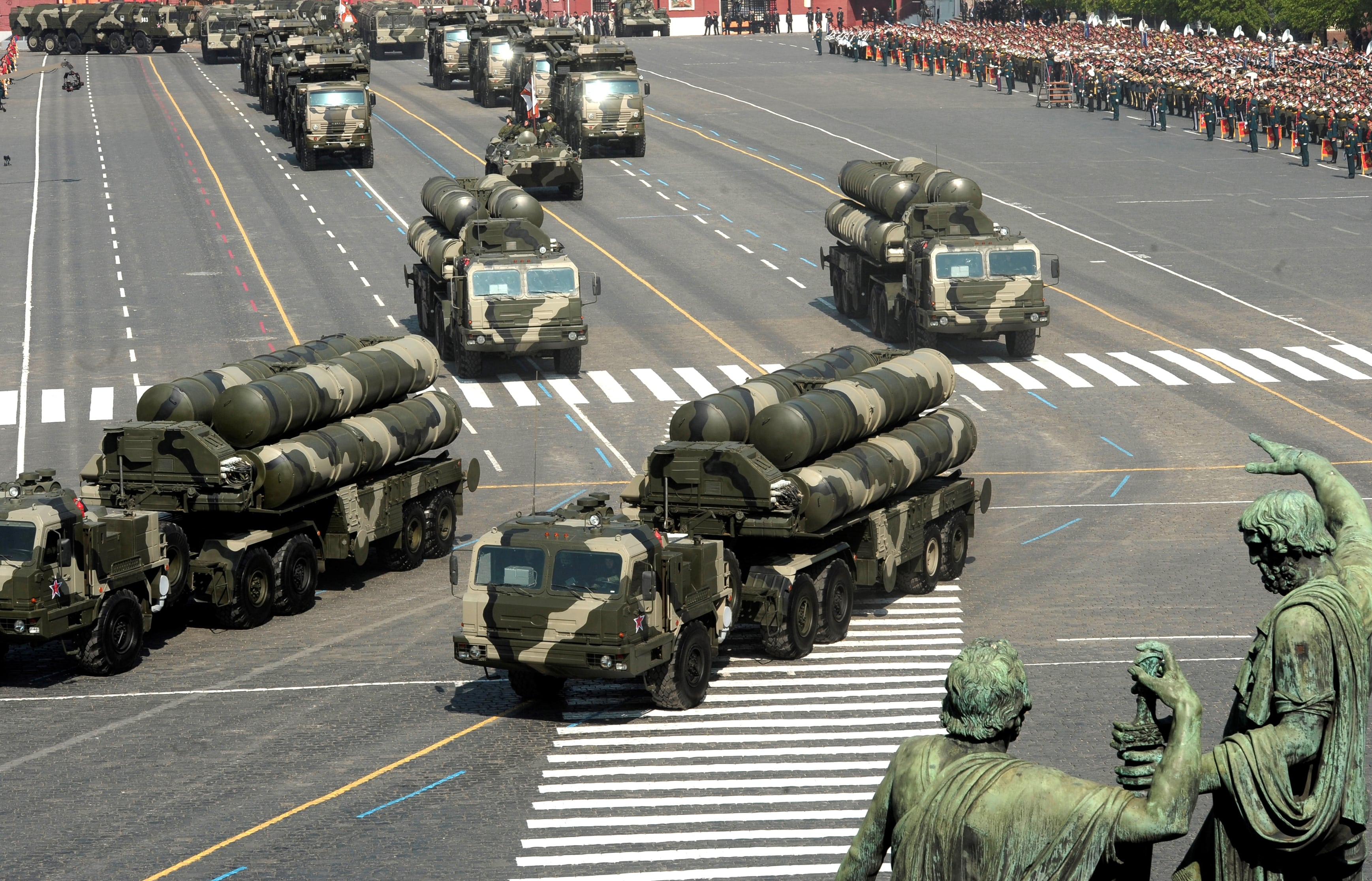
S-400ミサイルを牽引するBAZ-64022トラクター
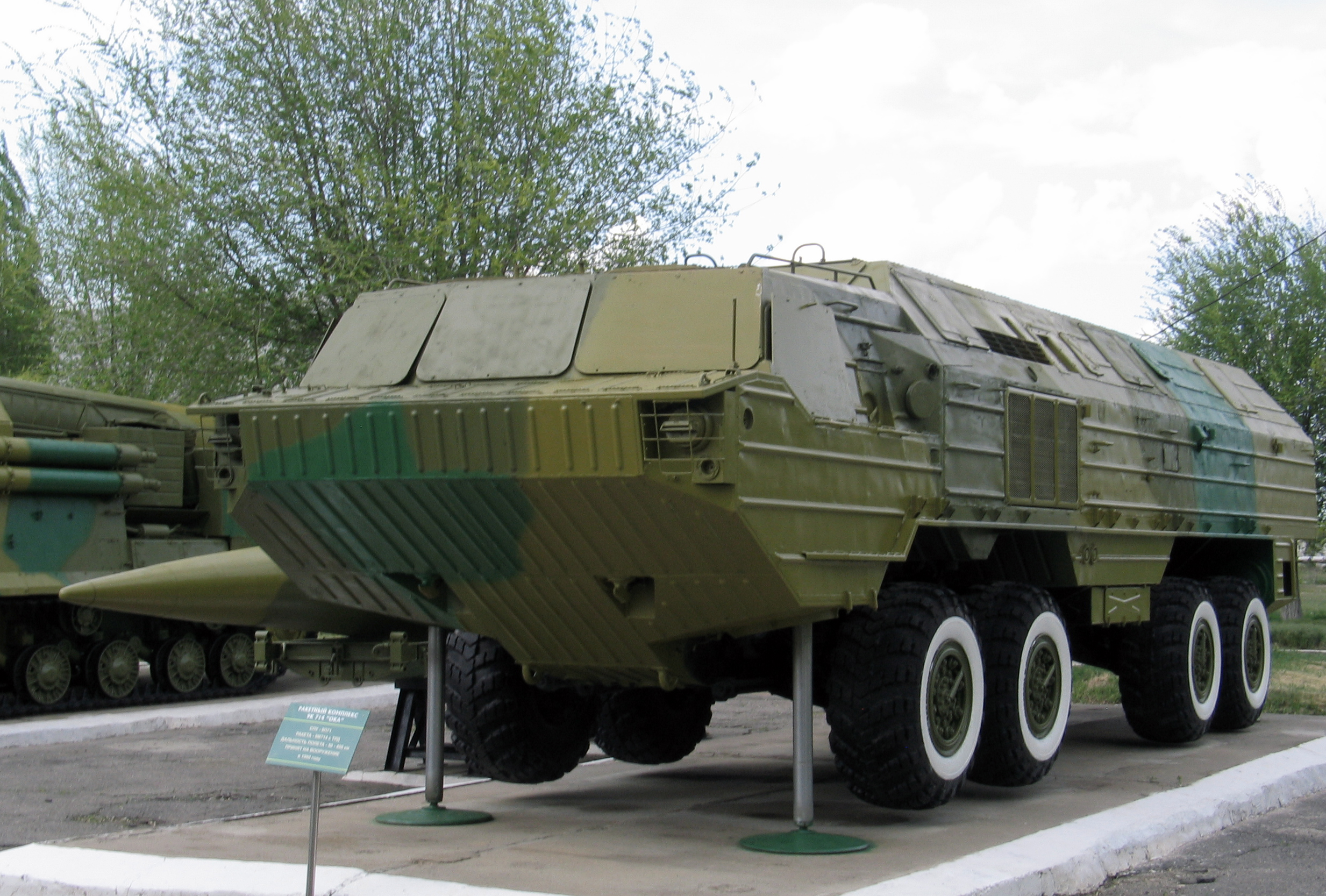
OTR-23 オカー短距離弾道弾輸用の輸送起立発射機となるフローティング8×8の6944
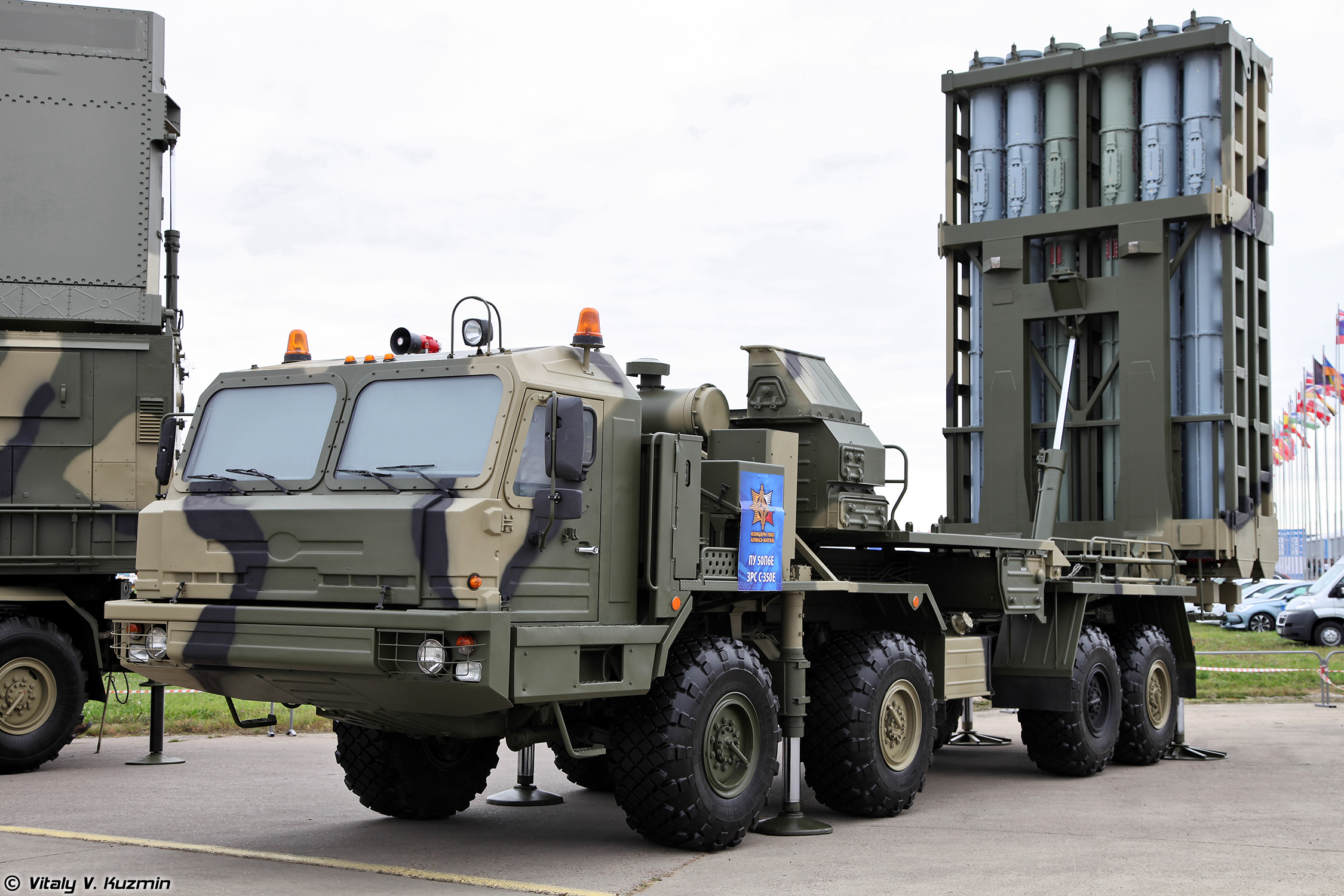
S-350Eに搭載された50P6E発射機
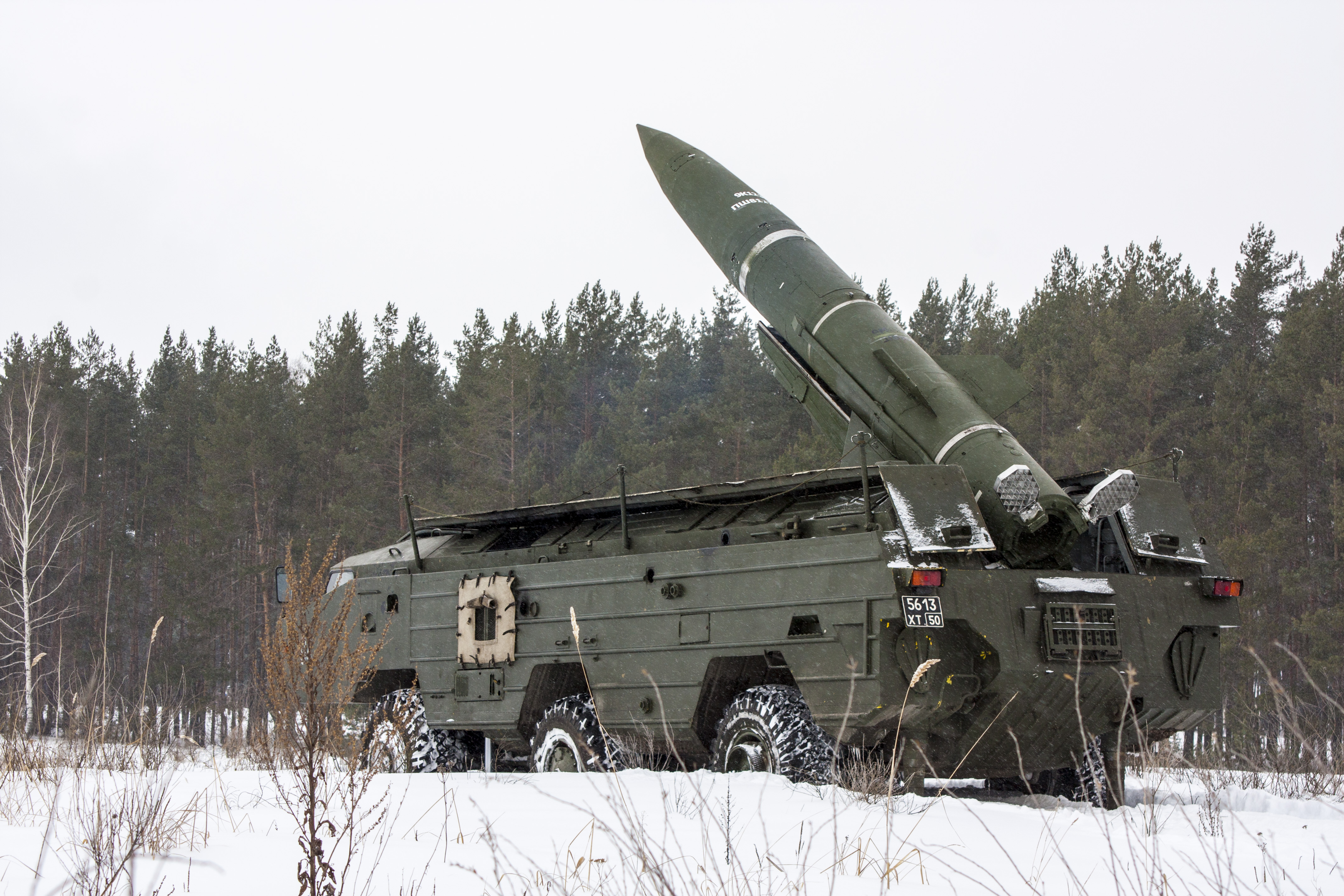
OTR-21 トーチカを搭載したBAZフローティングシャーシ
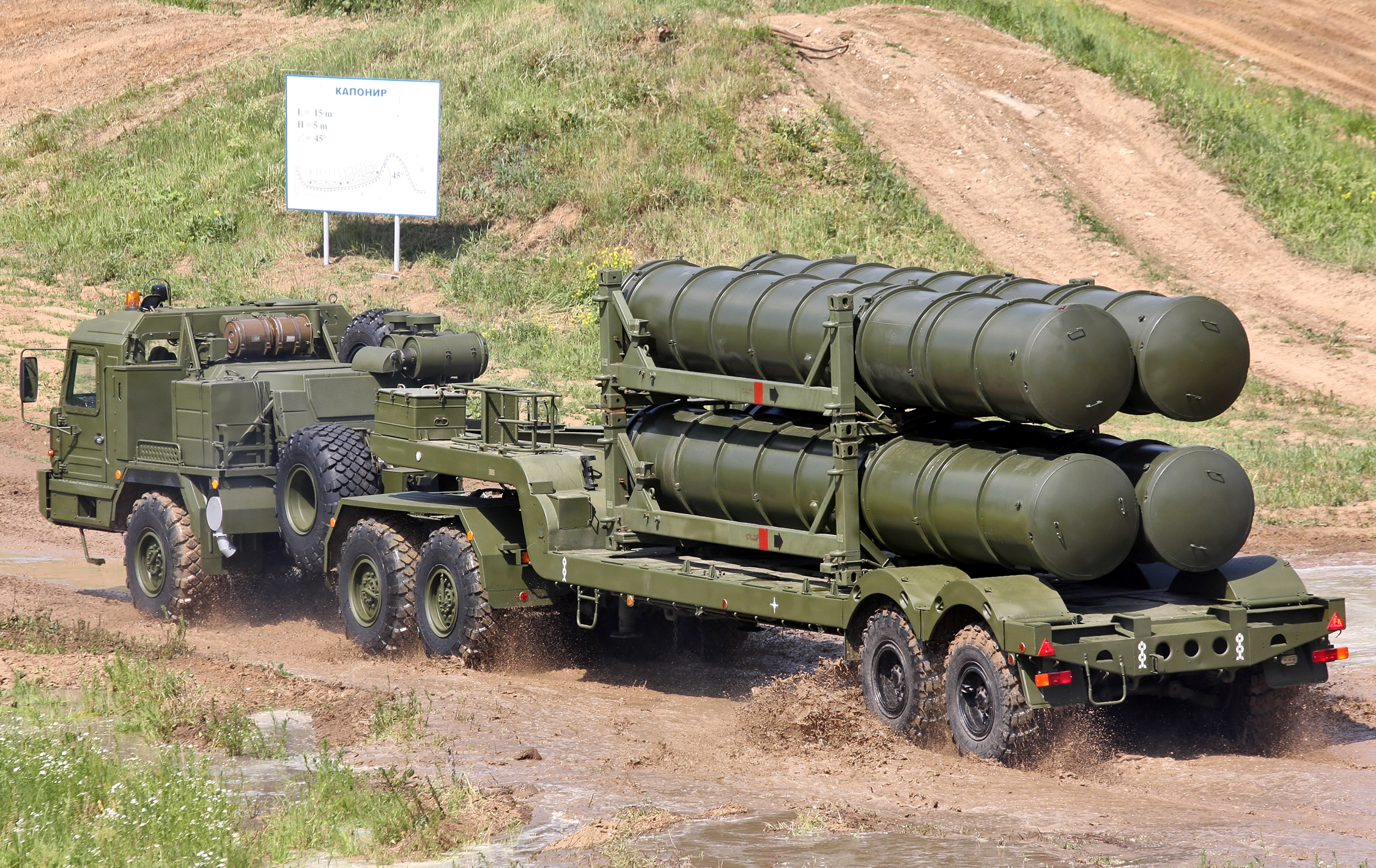
BAZ-6402-015
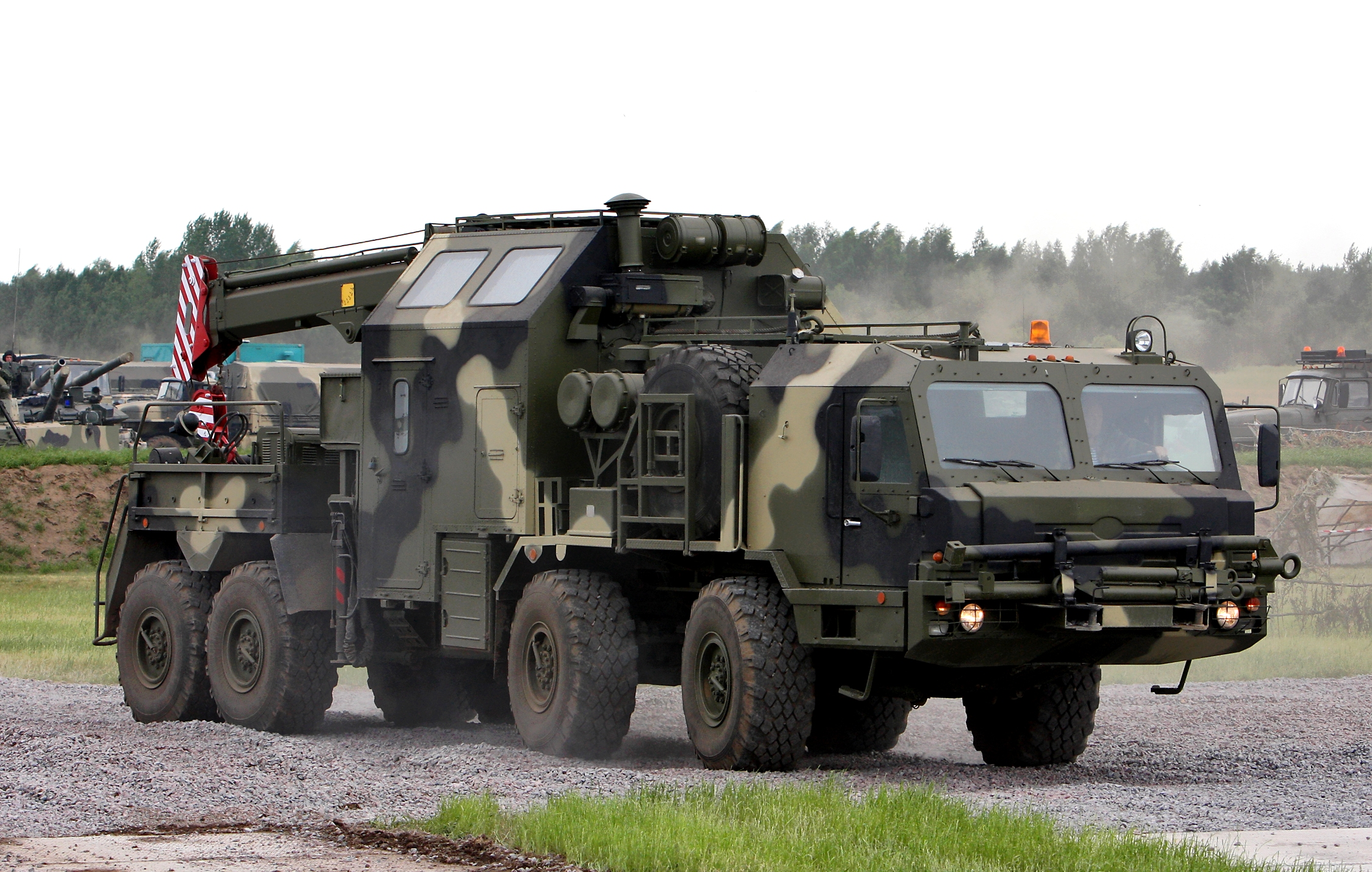
REM-KS クレーン車
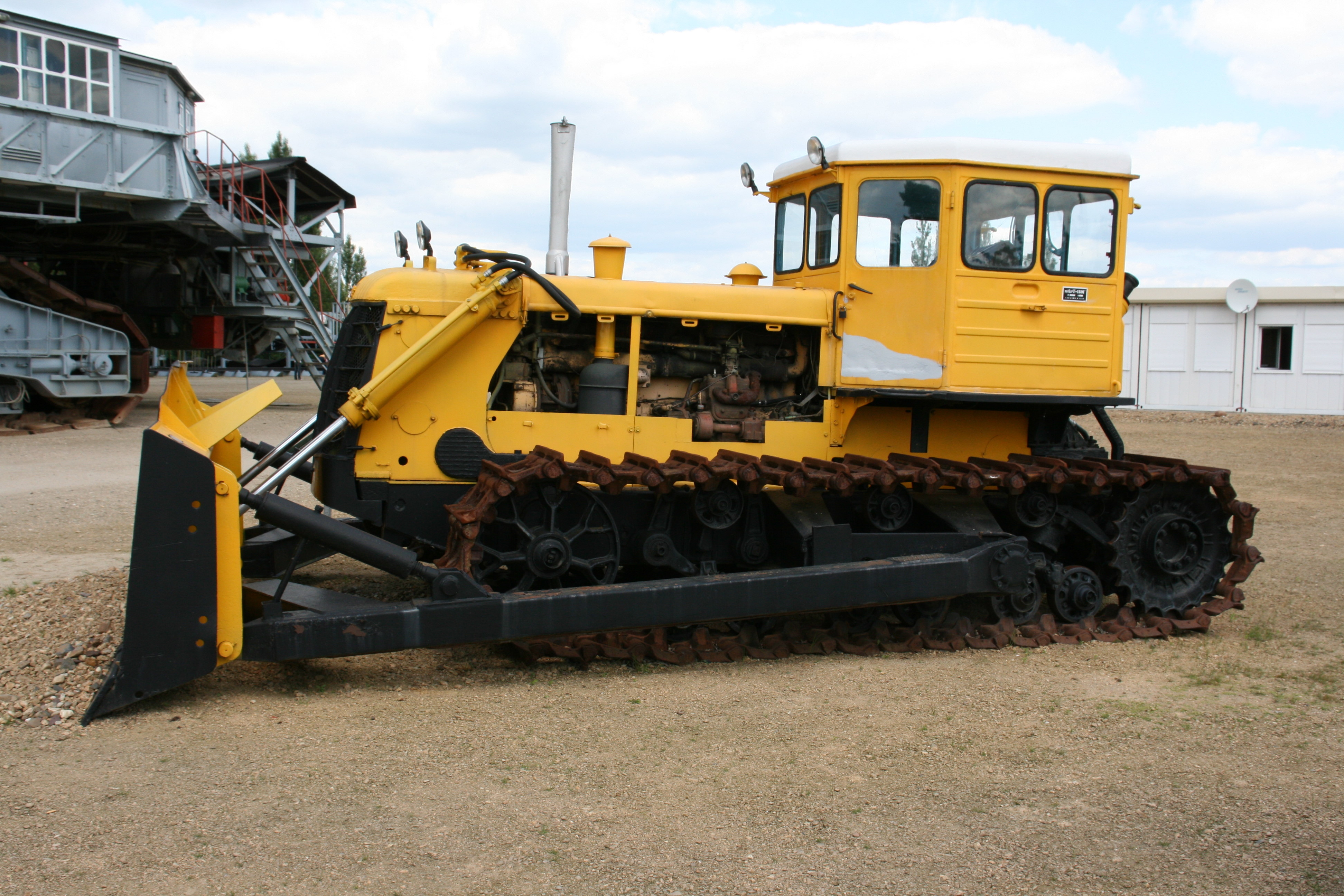
T-180トラクター（ブルドーザー）